# Don Lind
Don Leslie Lind (Midvale, 18 de maio de 1930 — Logan, 30 de agosto de 2022) foi um ex-astronauta e cientista norte-americano. Formado em Física pela Universidade de Utah e com doutorado pela Universidade de Berkeley, recebeu a patente de comandante da Reserva Naval e serviu por sete anos na base naval de San Diego e posteriormente a bordo do porta-aviões USS Hancock. Durante este período, ele acumulou 4 500 horas de voo, a maior parte delas em jatos.

## NASA
A partir de 1964 Lind começou a trabalhar no Goddard Space Flight Center da NASA, como físico especializado no estudo do plasma no universo, envolvido em pesquisas para determinar a natureza e as propriedades de partículas de baixa-energia na magnetosfera terrestre e no espaço interplanetário. 
Ele inscreveu-se para a seleção do terceiro grupo de astronautas da NASA (1963) mas não tinha as horas suficientes de voo exigidas e estava acima da faixa etária para o quarto grupo (1965). Com a mudança da exigência etária no ano seguinte, ele pode fazer parte do quinto grupo de selecionados (1966). Apesar deste grupo ser formado apenas por pilotos - os grupos anteriores incluíram cientistas - Deke Slayton, o chefe do Departamento de Astronautas da NASA na época, incumbiu Lind de tarefas ligadas à ciência por causa de sua especialização e doutorado. Durante o Programa Apollo, ele ajudou a desenvolver ferramentas que foram usadas na superfície lunar e era um possível tripulante das missões Apollo que foram canceladas, após a Apollo 17.
Lind serviu como tripulante reserva do Skylab 3 e Skylab 4 e fez parte da tripulação escalada para um possível resgate dos tripulantes do Skylab 3 quando este apresentou problemas de funcionamento no espaço.
Depois de esperar por 19 anos, mais do que qualquer outro astronauta na história da NASA, Lind finalmente foi ao espaço aos 54 anos, já na era dos ônibus espaciais, como especialista de missão da STS-51-B Challenger, em abril de 1985, a primeira missão operacional do laboratório espacial Spacelab, montado no compartimento de carga da Challenger. Nela, Lind levou a cabo experiências para fazer as primeiras gravações em vídeo 3-D da aurora boreal terrestre.
Após deixar a NASA no ano seguinte, ele passou nove anos como professor de física e astronomia na Universidade de Utah.
Don Lind faleceu no dia 30 de agosto de 2022.